# Condado de Roosevelt (Montana)
El condado de Roosevelt (en inglés: Roosevelt County), fundado en 1919, es uno de los 56 condados del estado estadounidense de Montana. En el año 2000 tenía una población de 10.620 habitantes con una densidad poblacional de 2 personas por km². La sede del condado es Wolf Point.

## Geografía
Según la Oficina del Censo, el condado tiene un área total de 6138 km² (2369,9 mi²), de la cual 6102 km² (2356,0 mi²) es tierra y 36 km² (13,9 mi²) (0.59%) es agua.

### Condados adyacentes
- Condado de Sheridan - norte
- Condado de Daniels - norte
- Condado de Valley - oeste
- Condado de McCone - suroeste
- Condado de Richland - sur
- Condado de Williams - este

## Carreteras
- U.S. Highway 2
- Carretera Estatal de Montana 13
- Carretera Estatal de Montana 16
- Carretera Estatal de Montana 25
- Carretera Estatal de Montana 251

## Demografía
En el 2000 la renta per cápita promedia del condado era de $24 834, y el ingreso promedio para una familia era de $27 833. En 2000 los hombres tenían un ingreso per cápita de $25 177 versus $19 728 para las mujeres. El ingreso per cápita para el condado era de $11 347. Alrededor del 32,40% de la población estaba bajo el umbral de pobreza nacional.

## Comunidades

### Ciudades
- Poplar
- Wolf Point

### Pueblos
- Bainville
- Brockton
- Culbertson
- Froid